# مطار برست
مطار برست (بالبيلاروسية؛ Аэрапорт Брэст): (إياتا: BQT، إيكاو: UMBB) هو مطار يقع في برست، روسيا البيضاء.

## الخطوط والوجهات
| الخطوط        | الوجهات                                               |
| ------------- | ----------------------------------------------------- |
| طيران بيلافيا | موسكو - مطار شيريميتييفو الدولي (بدايةً من أبريل 2024) |

## وصلات خارجية
- حالة الطقس في مطار برست.
- تاريخ الحوادث لـ (BQT) على شبكة سلامة الطيران.